# Park im. Bolesława Chrobrego w Gliwicach
Park im. Bolesława Chrobrego – park w Gliwicach, położony na terenie dzielnicy Politechnika.

## Historia
Utworzenie Parku Chrobrego datuje się na lata 1913-15.